# Sant Sebastià de Sant Joan les Fonts
Sant Sebastià de Sant Joan les Fonts és una església de Sant Joan les Fonts (Garrotxa) inclosa a l'Inventari del Patrimoni Arquitectònic de Catalunya.

## Descripció
És una capella mig enrunada, a cent metres del temple romànic dedicat a Santa Eulàlia. És d'una sola nau, absis semicircular -encarat a llevant- i té la volta ensorrada. La porta adovellada d'accés al temple s'obre a la façana de ponent i està centrada per dues finestres amb arcs de llibre. Fou bastida amb carreus poc treballats, emprant la pedra porosa del país.

## Història
D'aquesta capella no hem trobat cap dada històrica; únicament, dins la bibliografia de la comarca, surt esmentada per J. Botet i Sisó: "Té sortint del poble una capella, dedicada a Sant Sebastià, al present tancada al culte, y estan agregats a la parròquia lo santuari de Nostra Senyora de Montrós y la capella de Sant Cosme..." [pàg.725]